# Parallax (aflevering van Star Trek: Voyager)
Parallax is de derde aflevering van Star Trek: Voyager. Deze aflevering werd voor het eerst uitgezonden op 30 januari 1995 op de Amerikaanse televisie. In deze aflevering strandt Voyager in de waarnemingshorizon van een singulariteit. Ook lopen de spanningen tussen de samengevoegde bemanningen van de Voyager en het Maquis-schip hoog op.

## Plot
Omdat Voyager zijn Chief Engineer (Hoofd Machinekamer) heeft verloren (zie Caretaker: Part I) draagt Chakotay B'Elanna Torres voor bij Kapitein Janeway, ondanks dat ze net een reprimande heeft gekregen voor het slaan van een collega in de machinekamer. Voordat Janeway hierop kan reageren raakt Voyager in een gebied met ruimtelijke verstoringen. Voyager reageert op een noodsignaal van een schip in de singulariteit. Het duurt niet lang voordat ze erachter komen dat het een spiegelafbeelding van de Voyager is, veroorzaakt door de singulariteit.
Samen met Luitenant Carey, de man die ze heeft neergeslagen werkt B'Elanna Torres aan een oplossing. Als ze die gevonden heeft lukt het haar om samen met Janeway Voyager te redden uit de singulariteit. Hierna krijgt B'Elanna Torres de promotie tot Chief Engineer, in plaats van Luitenant Carey.